# Sergio Bartrina
Sergio Bartrina Bitterlich (2 de diciembre de 1973) es un deportista español que compitió en snowboard, especialista en la prueba de halfpipe.
Participó en los Juegos Olímpicos de Nagano 1998, ocupando el 21.er lugar en su especialidad.